# 앨런 카
앨런 카(Alan Carr, 1976년 6월 14일 ~ )는 잉글랜드의 코메디언, 사회자이다.

## 출연 작품
- 크리스마스 스타! (2009)
- 안 오디언스 위드 조안 리버스 (2006)